# Osavurio ~Ai wa Matte Kurenai~
Albums de Kaori Iida
Paradinome ~Koi ni Mi wo Yudanete~
(2003)
 Osavurio ~Ai wa Matte Kurenai~  (オサヴリオ ~愛は待ってくれない~), est le premier album en solo de Kaori Iida, sorti en 2003.

## Présentation
L'album sort le 23 avril 2003 au Japon sous le label Chichūkai, alors que la chanteuse est encore membre et leader du groupe Morning Musume. Il atteint la 29e place du classemement de l'oricon, et reste classé pendant trois semaines. 
Sa pochette est illustrée par une peinture de la chanteuse. Il ne contient aucun titre sorti en single. Il est entièrement composé de reprises d'anciennes chansons européennes, majoritairement françaises, ré-interprétées dans leurs langues originales bien que leurs titres soient adaptés en japonais. 

## Liste des titres
1. Osavurio ~Ai wa Matte Kurenai~  (オサヴリオ ~愛は待ってくれない~?) (reprise de Ως αύριο par Nana Mouskouri)
2. Cherbourg no Amagasa  (シェルブールの雨傘?) (reprise de Les parapluies de Cherbourg par Danielle Licari)
3. Ipanema no Musume  (イパネマの娘?) (reprise de La fille d'Ipanema par Jacqueline François)
4. Muzousa Shinshi  (無造作紳士?) (reprise de L'aquoiboniste par Jane Birkin)
5. Eha ya ~Sayonara~  (エヘ ヤ ~さようなら~?) (reprise de Εχε Γειά par Eleftheria Arvanitaki)
6. Down Town  (ダウン・タウン?) (reprise de Dans le Temps par Petula Clark)
7. Amore Scusami  (アモーレ・スクーザミ?) (reprise de Amore Scusami par Dalida)
8. Suteki na Ōjisama  (素敵な王子様?) (reprise de Un Prince Charmant par France Gall)
9. Otome no Namida  (乙女の涙?) (reprise de Une Écharpe, Une Rose par Chantal Goya)
10. Barairo no Jinsei  (バラ色の人生?) (reprise de La Vie en Rose par Édith Piaf)